# Xyris longiscapa
Xyris longiscapa är en gräsväxtart som beskrevs av L.A.Nilsson. Xyris longiscapa ingår i släktet Xyris och familjen Xyridaceae. Inga underarter finns listade i Catalogue of Life.